# Thompson Oliha
Thompson Oliha est un footballeur nigérian né le 4 octobre 1968 à Benin City, et mort le 30 juin 2013 .

## Palmarès
- Coupe d'Afrique des nations 1994